# Maria Mäntylä
Maria Mäntylä, född 1967, är en teaterpersonlighet i Mariehamn på Åland. Maria Mäntylä började spela teater redan som 14-åring. Några år efter flytten till Åland engagerades hon i slottsspelet Thenne Papegoie (1997) på Kastelholms slott, en pjäs hon var trogen över 100 föreställningar. 
Från och med slutet av 1990-talet, har Maria varit en av Ålands aktivaste teateraktörer. Genom roller i bl.a. Katrina, En svåger i kläm och Annie har hon befäst sin ställning som en av den åländska publikens pålitligaste teaterförmågor. År 2005 tilldelades hon Solveig-statyetten för sina insatser inom den åländska teatern och våren 2006 valdes hon till Mariehamnsteaterns ordförande.
Hon har också spelat birollen "mamma Irene" i ungdomsfilmen Fåglarna tittar på oss.

## Pjäser (urval)
- Thenne Papegoie (1997-2000)
- Ringens År (1998, regiassistent)
- Oliver! (1998)
- Miramar - i afton dans (1999)
- Mördande Moral (2000)
- En svåger i kläm (2001)
- Den högfärdstokige borgaren (2002)
- Annie (2003)
- Leka med elden (2004)
- Djävulsdansen (2004)
- Be-Bop på Iwa (2004)
- Jubileet och Frieriet (2006)
- Krona i bojor (2005, 2006)
- Katt på hett plåttak (2008)
- Som dom gör i Amerika (2008)
- Aldrig i livet (2008)

## Filmer (urval)
- Bondbruden (2001-2002)
- Fåglarna tittar på oss (2010)